# 917年
| 千纪： | 1千纪 |
| 世纪： | 9世纪 \| 10世纪 \| 11世纪 |
| 年代： | 880年代 \| 890年代 \| 900年代 \| 910年代 \| 920年代 \| 930年代 \| 940年代 |
| 年份： | 912年 \| 913年 \| 914年 \| 915年 \| 916年 \| 917年 \| 918年 \| 919年 \| 920年 \| 921年 \| 922年 |
| 纪年： | 丁丑年（牛年）；（南吴、晋）天祐十四年；后梁（吴越、闽）贞明三年；前蜀天汉元年；李茂貞天復十七年；于阗同慶六年；大長和安和元年；契丹神册二年；南汉元年；日本延喜十七年；后百济正开十七年；后高句丽政开四年 |

## 大事记
- 前蜀改國號為漢。
- 契丹圍幽州，周德威堅守兩百餘日，晉安國節度使李嗣源救援，契丹大敗，解圍去。
- 劉巖在廣州（時名番禺）稱帝，建國號為「大越」。

## 出生
- 宋琪，宋朝大臣。
- 永兴公主 (南唐)，南唐公主。
- 王仁赡，宋朝大臣。
- 王彦升，宋朝将领。

## 逝世
- 曲顥，静海节度使。
- 李存矩，李克用的儿子。
- 耶律剌葛，辽太祖之弟。
- 神德王，新罗王。
- 藤原枝良，日本贵族。